# Дауры

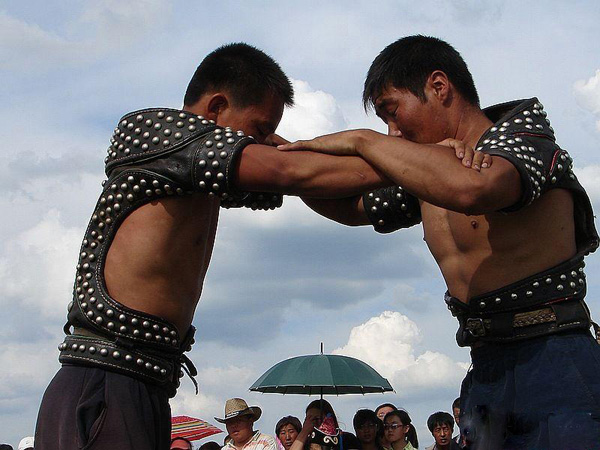
Даурская борьба. Внутренняя Монголия

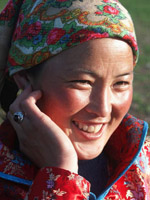
Даурская женщина. Внутренняя Монголия

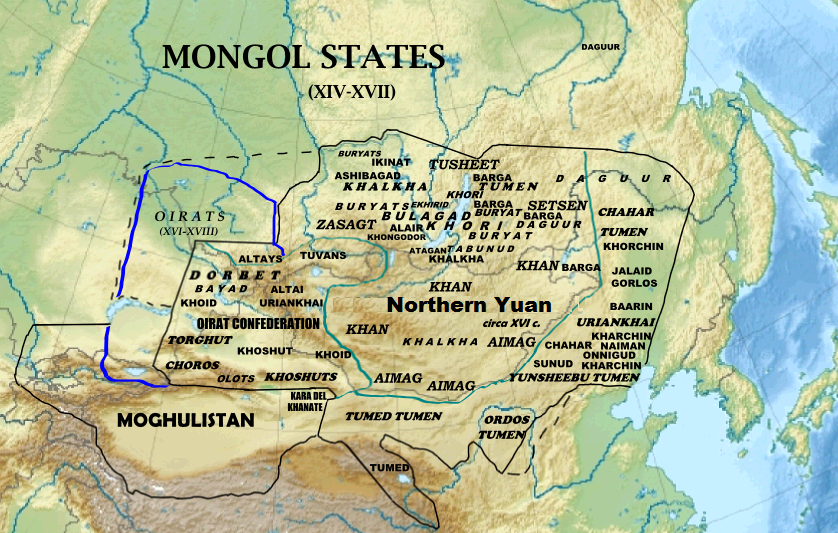
Монгольские государства в XVI веке: Монгольский каганат, Ойратское ханство и Могулистан

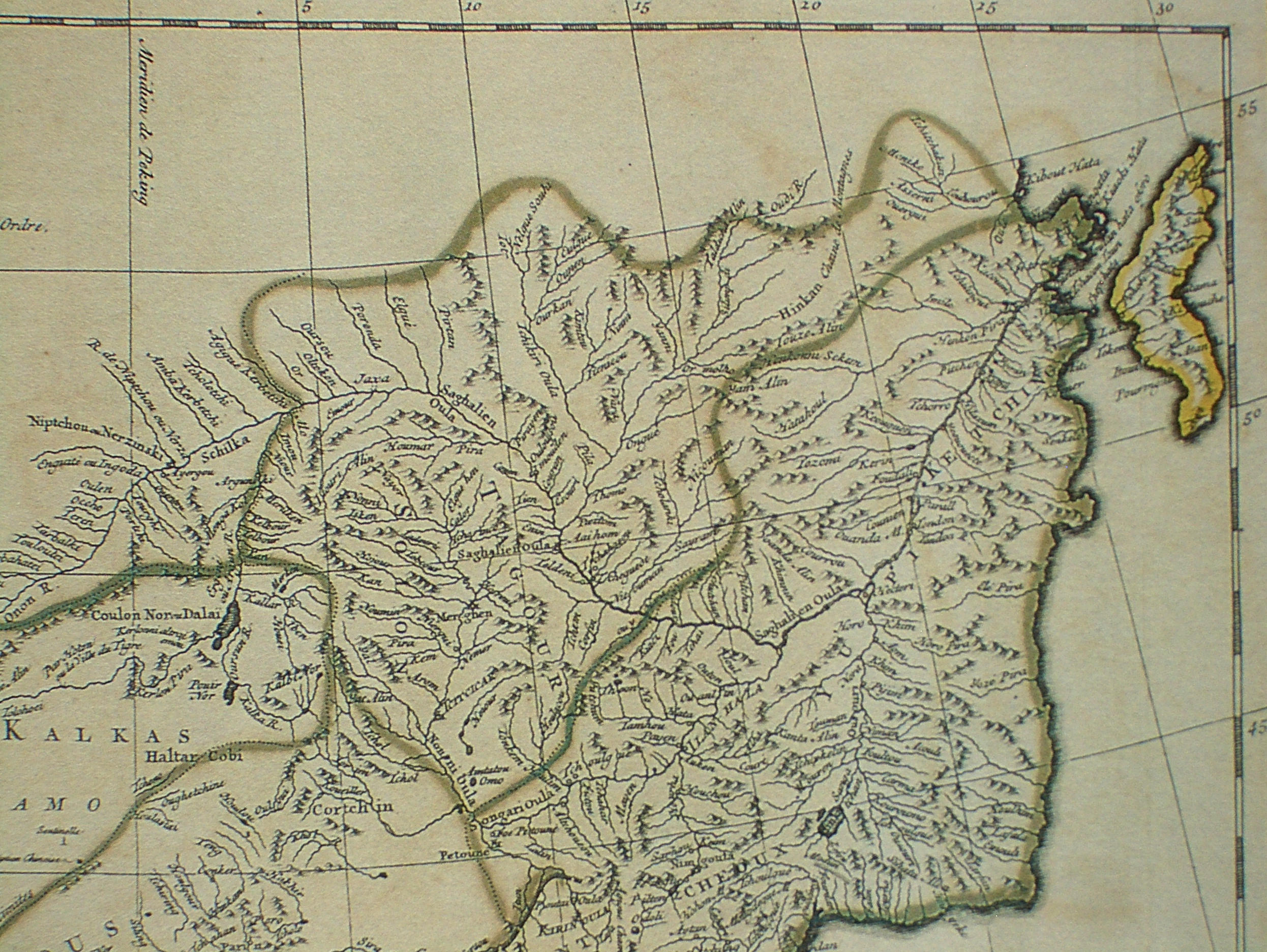
Районы расселения солонов (Solon) и дауров (Dagour) на правом берегу Амура (в пределах нынешней КНР) по сведениям иезуитов. Начало XVIII в.

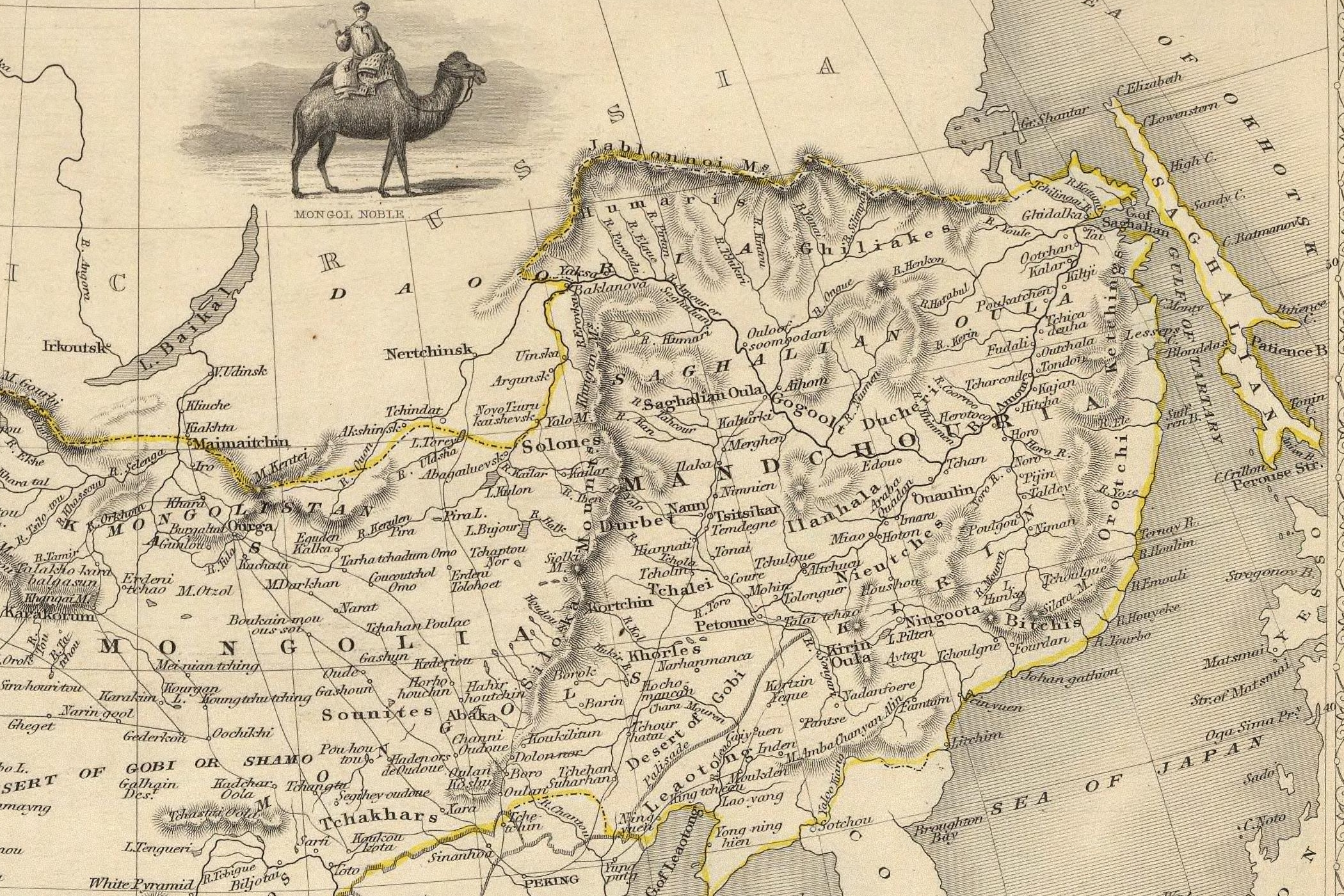
Даурская земля. 1851 г.

Дау́ры (дахуры, дагуры, монг. дагуур, кит. упр. 达斡尔族, пиньинь Dáwò'ěrzú) — монголоязычный народ, представители которого в настоящее время проживают в северной части Китая, в основном во Внутренней Монголии и в Синьцзян-Уйгурском автономном районе. Входят в 56 официально признанных национальностей страны. По религиозным верованиям — шаманисты, буддисты.
В 2020 году численность дауров составляла 132 299 чел.

## Язык
Говорят на даурском языке, входящем в монгольскую ветвь языков. Язык является бесписьменным, хотя существует разработанная на основе пиньиня орфография. Даурский язык сохранил некоторые элементы, присущие киданьскому языку, в частности, лексические единицы, отсутствующие в других монгольских языках. Даурский язык состоит из четырёх диалектов — бутхаского, цицикарского, синьцзянского и хайларского.

## История
Как показало исследование генетиков, дауры генетически родственны киданям.

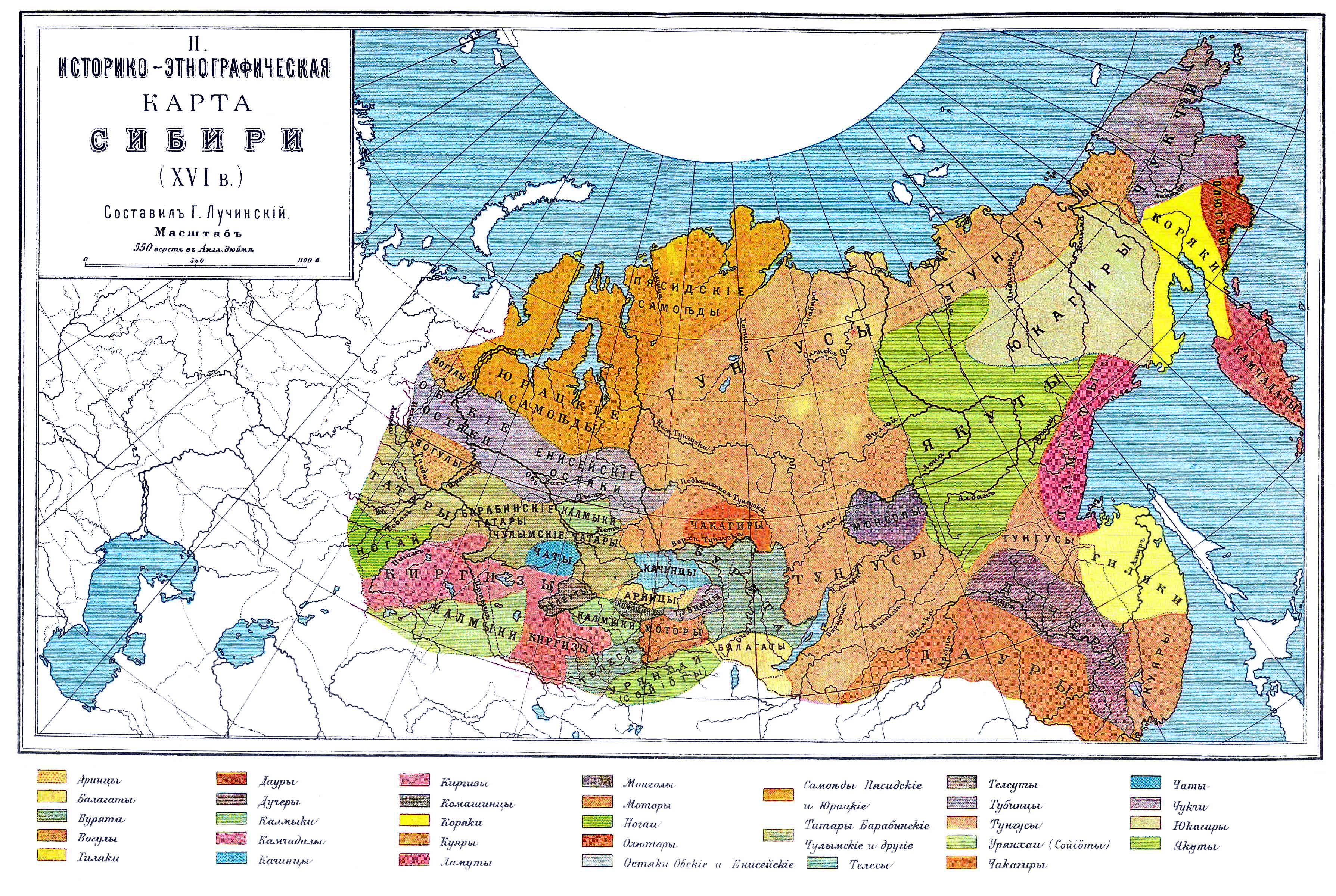
Дауры в XVI веке на карте Г. Лучинского

До середины XVII века дауры (вместе с подгруппой гогули) жили в долине реки Шилки, в верховьях Амура и на реках Зея и Бурея. Их территория граничила с землями дючеров, живших по Амуру к востоку от Зеи. По названию этого народа регион их проживания русскими землепроходцами был назван Даурией. К середине XVII века амурские дауры попали в зависимость от маньчжурской династии Цин, которая в 1640 году подавила сопротивление объединённых сил дауров и эвенков под предводительством Бомбогора.
Когда русские первопроходцы и казачьи экспедиции появились в регионе в начале 1650-х (особенно во время похода Ерофея Хабарова в 1651 году), между русскими и даурами часто происходили вооружённые конфликты после отказа последних перейти под власть русского царя и платить ясак, так как они уже платили дань маньчжурскому императору Шуньчжи.
Казаки отряда Пояркова встретили по берегам Зеи селения с просторными деревянными домами крепкой стройки, с окнами, затянутыми промасленной бумагой. У дауров имелись запасы хлеба, бобовых и других продуктов, много скота и домашней птицы. Дауры носили одежду из шёлковых и хлопчатобумажных тканей. Шёлк, ситцы и металлические изделия они получали из Китая в обмен на пушнину. Пушниной платили дань маньчжурам. Поярков требовал от дауров ясак русскому царю, захватывал аманатами (заложниками) знатных людей, держал в цепях, обращался с ними жестоко.
Казаки с лёгкостью брали даурские поселения и укрепления, неся лишь незначительные потери. Так, например, Хабаров сообщил о потере только четверых человек при штурме города даурского князя Гуйдара (Гуйдаров городок), ещё 45 казаков было ранено (все выжили). В то же время казаки сообщили, что убили 661 даура (из которых 427 во время штурма) и взяли в плен 243 женщины и 118 детей, а также 237 лошадей и 113 голов скота. В 1651 году казаки захватили даурский городок Якса, который был отбит цинскими войсками только в конце 1680-х годов.
Увидев приближение крупных сил русских, дауры бежали. Казаки нагоняли их, захватывали пленных и большую добычу. Казаки Хабарова нападали на селения, ещё не оставленные даурами, и брали заложников, в основном женщин, которых распределяли между собой. Сплывая по Амуру казаки видели только сожжённые самими жителями поселки. Хабаров рассылал гонцов во все стороны с требованием добровольно подчиниться русскому царю, но желающих не оказалось. Казаки видели брошенные селения и несжатые поля. Обещавшие заплатить дань окрестные дауры через несколько дней с семьями ушли, бросив жилища. Русские ушли из покинутой даурами земли грабить дючеров, нанайцев и гиляков. Бунтовщиков нещадно били батогами (отчего многие умирали).
Под давлением экспансии России в Приамурье в период с 1654 по 1656 год, во время правления императора Шуньчжи, дауры были вынуждены мигрировать на юг и поселиться на берегах реки Нэньцзян, откуда их постоянно рекрутировали на службу в Восьмизнамённую армию империи Цин.
Во время оккупации Маньчжурии японской армией в 1931 году дауры вели активную борьбу с оккупантами.

## Структура даурского общества
Структура даурского общества представляет собой клановую иерархию. Люди, носящие одну и ту же фамилию, входят в группу, которая называется хала, состоящую из двух или трёх поселений. Каждая хала делится на разные кланы (мокон), проживающие в одном селении. В случае брака между представителями разных кланов муж живёт в клане жены, не имея при этом никаких прав собственности.

## Культура
Дауры в основном земледельцы, однако бережно хранят традиционную технику подлёдного лова рыбы, а даурские пастухи перемещаются в степных просторах на специально создаваемых прочных и маломассивных арбах с крупными колёсами, совершая, по их образному выражению, «полёт над травами». Представители этой национальности традиционно гостеприимны, уважают старших и помогают друг другу. Наиболее пышный праздник — отмечаемый каждый год «Ане», похожий на Китайский Новый год.
Зимой даурские женщины носят длинные платья, как правило синего цвета, и кожаную обувь. Летом женщины носят длинные штаны. Мужчины зимой носят шапки из лисьих или оленьих шкур, а летом покрывают голову белыми платками или шляпами из соломы. 
Традиционный вид спорта — «боико», или даурский хоккей, спортивная командная игра, похожая на хоккей на траве, развитию которой благоприятствовали холодные и продолжительные зимы в местах проживания дауров. Эта игра известна уже на протяжении примерно тысячи лет.

## Религия
Большинство дауров шаманисты. У каждого клана есть свой шаман, который несёт ответственность за все важные церемонии в жизни дауров. Также значительное количество дауров приняло тибетский буддизм.

## Родовой состав
У дауров сохранилась чёткая родовая организация, по которой экзогамные роды (хала) состояли из ветвей (бирги), подразделявшихся на патронимические группы (мокон). Наиболее подробно родовой состав дауров описан Б. Д. Цыбеновым. Насчитывается более 30 родов, из которых, по одним данным, 18-20 родов, а по другим — 15-16 родов считаются исконно даурскими. Их называют каучин хала (даур. «старые роды»), остальные считаются более поздними и именуются шинкэн хала (новые роды).
В число каучин хала входят следующие роды: 1) урэн; 2) аола; 3) том; 4) говол; 5) дэдул; 6) жинкир; 7) бухту; 8) судур; 9) уорэ; 10) улис; 11) онон; 12) бирьян; 13) мэрдэн; 14) даур; 15) хэсур; 16) эртэ; 17) букур; 18) ардан; 19) хэйин; 20) нэкэти (нэди).
- Уула (аол, аола, аула): уула (аол), доогин (дожин), яарс (ярс, ярас), декун (дээкун), керчил (кэржээ, кэржэ), содур (содор), гоон, исэр.
  - Доогин: күрээчеэн (күрээчэн, байшин күрээчэн), дэнткэ (дэнтэкэ, тэнткэ), искаан, күийлчеэн (долоон күийлчеэн), дүилгээн, лаарчеэн, якса.
  - Күийлчеэн (күийлчэн): иши күийлчэн, донгор күийлчэн, кумоо күийлчэн (кумуо куийлчеэн), хуарги күийлчэн, който күийлчэн, хукур куйлчен.
- Говол (гобол, гоболо, гогули): говол (гобол, гоболо), эргинчеэн (эргэншан, эргэнчиан), варкэ (уарк, варгэ).
  - Говол: манна (манначаан), тавунчен (тавунчэн), уршиг айл, мангэ (хонкор айл).
- Мэрдэн: сангэл (сангаар), чонголо (чонлоо, сонлоо, чунлоо), шандачин (сандач, сондачи, шандаачи), жулгэ (жургэ, журуг, жургээ), хэлэгэ (хэлэг), нирги айл, хийвч айл.
  - Чонлоо: нэргиенчен айл, алакчаан (алагчаан, алакчан, алакча) айл.
- Онон (оноон, вонон): асиячин (ашиежин, асиежин), кунчи (кунжии, кунжи), кайкоо, дубочен, хорличен.
- Хэсур (хэсуру, эсур, эсэр, эсээр): хэсур (хэсэр), ганичиэн (ганшан), бэкер (бакар, бакаар, бакэр), элэнкул (олинкур, олинкоор), дартал (дартаал).
- Том (тоом): тучеэн (тушин, тучин), күлүн (гурон, гуруун), варан (уаран).
- Бирьян (билиян, бириян): бирьян (билиян, бириян).
- Вэрэ (уэр, вээр, уорэ): вэрэ (уэр, вээр), жамэ (жам, жаам), хотэ (хоот, хооти, хоты), долгон (долгэн, дуулгн).
- Жинкэр (жинкир): сэбэхэ (сэбуки, сээвкэ, сайбка), сочи (сэчиу).
- Улису (улис): улису (улис), куркэн (куркан).
- Судур: уркэ (урукэ).
- Дедул (дэдул, дээдул): дедул (дэдул, дээдул), гардас (гардус, гардаас), дусун (дусэн, дусиун).
- Бухту (бугуул): буди (будун, буди).
- Хурлас (хулас): хуварт (хуалтии, хулас).
- Эртэ (элэт): хайлан (хайлэн).
- Хэйин: хэйин.
- Ардан (алдан): дэлгэн (дэргэн).
- Дулаар: дуртал, тагар (таагар, таагарчэн), кээгэр (кээгэрчэн).
- Нэкэти (нэди).
- Содор (содур, судур).
- Урэн (уран).
- Букур.
- Дагур (давуэр).
- Жаалр.
- Гукарча.
- Солгоор.

Даурское население среднего и нижнего течения Зеи, а также среднего Амура, включая роды ардан и судур, именовалось сахарча.
Б. Д. Цыбенов добавляет, что в родах мэрдэн, говол, онон, дээдул соответственно, известны следующие патронимические группы — нирги, манна, тиора, таавунчен, чулуу-хада, дубочен. Другими исследователями также упоминаются таргачины (торгочины, таргазины, таргацины) — ветвь дауров, которая проживала по р. Яло и другим притокам р. Нонни.
Часть дауров в силу разных причин, вызванных в первую очередь процессами ассимиляции, была записана под китайскими именами, отличающимися от реальных родовых названий. Так появились роды уу, чжин, хэ, чжан, то, бай, чжоу, фу. В XVIII—XIX вв. в состав дауров вошли группы китайского происхождения (современные роды лю, ван, ли).
В состав дауров также вошла часть солонов. В источниках упоминается этноним солон-дагур. Даурско-солонское объединение именовалось солонбуу.
Японские исследователи приводят следующий список 18 родов: 1. аола; 2. говол; 3. мэрдэн; 4. вонон (онон); 5. дээдул; 6. судур; 7. воэр; 8. жинкэр; 9. дулар; 10. вулис (вулан); 11. хэсур (хэсуру); 12. содор; 13. алдун; 14. варэн; 15. дэйгуун (дойин); 16. хурттэ; 17. тугудон; 18. самагер (самайер).
Отечественные исследователи также собирали данные об этническом составе дауров, в 30-х гг. XX в. ими записаны следующие этнонимы: 1) дагур; 2) оно; 3) гобол; 4) аола; 5) мэрди; 6) хэсур; 7) дэдул; 8) биргаа; 9) содор; 10) судур; 11) уорэ; 12) цинкир; 13) дулар; 14) самагир.
По полевым материалам советских этнографов, в 60-х гг. XX в. дауры местности Бутха состояли из родов аула, баягир, булдагир, бутаму, вэрэ, гапка (габка), гобут, дадул, дакуту, данкир, калтагир, мэрдэн, надэй, накта, ниргир, онон, содор, судур, тогдот, урат.
В настоящее время известны следующие основные этнотерриториальные группы: 1) хайлар даур (хайларчен); 2) батхан даур (батханчен, часть их называют также «муочи даур» — сокращение от «Молидава-ци — автономный район Морин-Дава»); 3) котон даур (чичихарчен, или чичихаар даур); 4) синьцзян даур (иличен, таченчен, урумчи даур). Кроме них имеются и такие мелкие локальные группы, как айгун даур (айунчен), хулаан даур (хуланчен), мэргэнчен. Известно также деление даурского населения по проживанию в долинах крупных рек, например, жителей, обитающих в бассейне р. Нонни (даур. назв. «Наун»), называют наунчен, по р. Нэмэр — нэмэрчен, по р. Номин — номинчин.
Согласно ряду исследователей, часть родов хамниган имеет даурское происхождение. Основным населением, давшим Урульгинской степной думе этническую привязку, были дауры. Именно на территории Урульгинской степной думы происходил этногенез ононских хамниган.
Хамниганские роды дуликагир (дулигад), колтагир (кельтегир), баягир (баягид), почегор (почегир), луникер (луникир), баликагир, челкагир, чемчагир (чимчинут), вакарой (украинский), шунинский, казейский (кайзойский) происходят из даурского племени нелигуд (нелиуд). В составе рода вакарой упоминается ветвь вакагил, в составе рода луникер — ветвь сенкагир. По мнению Б. З. Нанзатова, уляты, далаты, долоты, залтуты, канцелюты в составе хамниган имеют даурское происхождение.
Дауры известны в составе баргутов. Носители родового имени дагуур барга проживают в сомоне Цагаан-Овоо Восточного аймака Монголии.
В Монголии носители родовой фамилий Дагуур проживают в Улан-Баторе и аймаках Булган, Орхон, Сэлэнгэ, Хувсгел, Архангай.